# Sèrra des Bandolèrs
La Sèrra des Bandolèrs és una serra situada al municipi de Naut Aran a la comarca de la Vall d'Aran, amb una elevació màxima de 2.331 metres.